# Spotkania z Warszawą
Spotkania z Warszawą – kalejdoskop kulturalny, miesięcznik wydawany przez Milart Sp. z o.o.
Redakcja mieściła się przy ul. Andersa 10, a wśród autorów znajdowali się m.in. Stanisław Bukowski, Jan Galuba, Remigiusz Kościuszko, Małgorzata Dudek, Michał Ireński, Juliusz Multarzyński, Maciej J. Nowakowski, Janina Szczygielska, Andrzej Bukowiecki, Temida Stankiewicz-Podhorecka, Jarosław Kossakowski, Irena Michalska.
Miesięcznik w połowie tłumaczony był na język angielski (Eryk Zieliński). Został zamknięty z powodu braku środków finansowych na dalsze wydawanie. Był warszawskim przewodnikiem po galeriach, muzeach, kinach, teatrach, estradach i klubach studenckich, muzyce, operze i operetce